# Platypalpus kirtlingensis
Platypalpus kirtlingensis är en tvåvingeart som beskrevs av Patrick Grootaert 1986. Platypalpus kirtlingensis ingår i släktet Platypalpus och familjen puckeldansflugor. Inga underarter finns listade i Catalogue of Life.